# 악마론

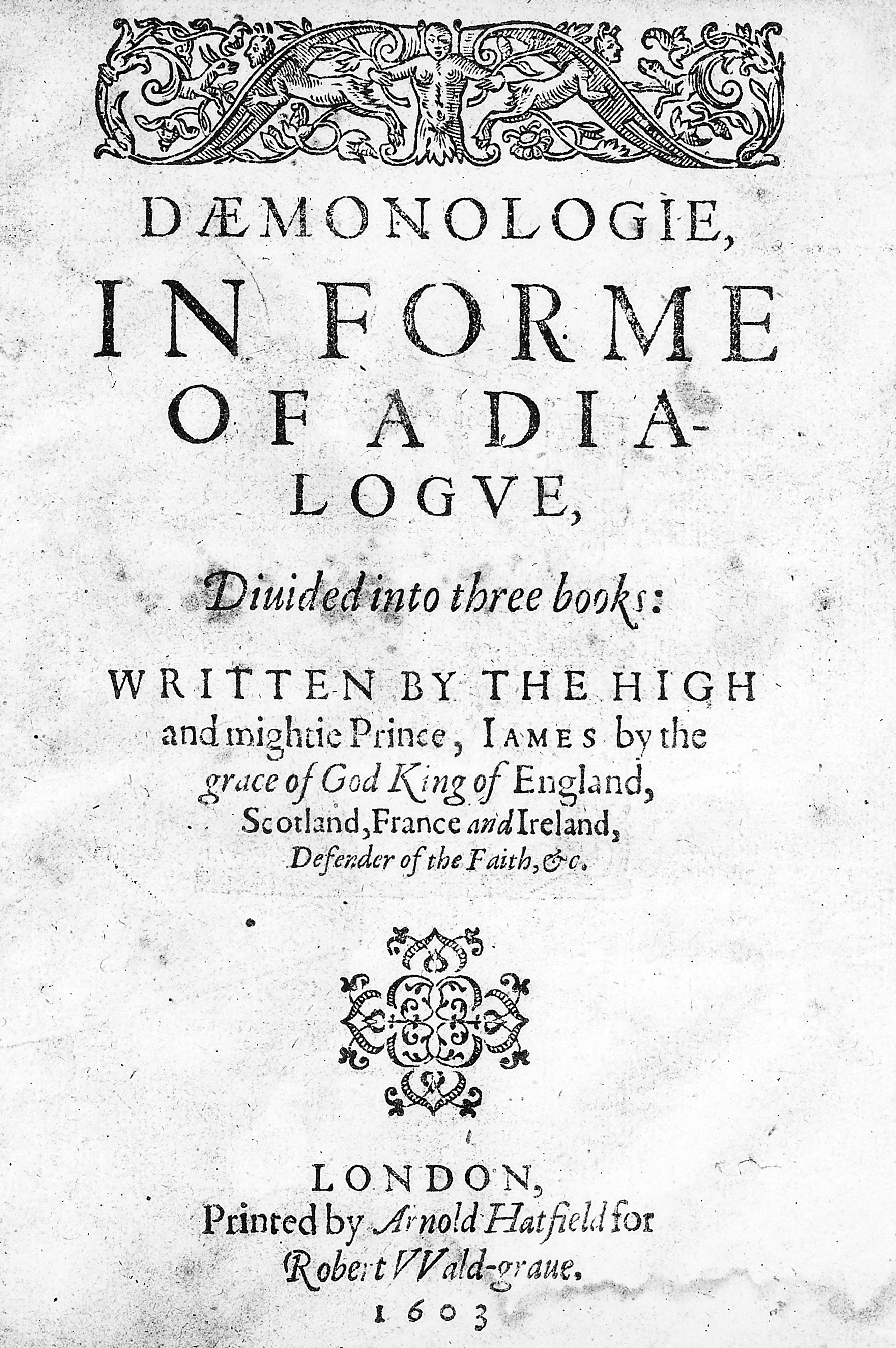

『악마론』(Daemonologie)은 스코트인의 왕 제임스 6세가 1597년 직접 쓰고 출판한 철학 논고다. 당대에 유행하던 강령술과 고대의 흑마술의 관계에 대해 논하면서, 기독교 사회에서 마술, 마법, 마도 따위를 어째서 받아들일 수 없는 것인지를 논증한다. 그 과정에서 악마학이나 늑대인간, 흡혈귀 같은 주제들까지 다루고 있다. 제임스는 그런 초자연적인 것들의 존재를 부정하지 않았고, 존재를 긍정하되 때려잡아야 하는 것임을 주장했다. 즉 마녀사냥을 정당화한 것이다.
윌리엄 셰익스피어의 『맥베스의 비극』에 많은 영향을 준 것으로 여겨지는데, 『맥베스』의 세 명의 마녀의 대사 중 다수는 이 책에서 그대로 베껴온 것이다.

## 같이 보기
- 빙의
- 엔돌의 무녀
- 마녀 잡는 망치